# Neoton disco
Neoton Disco — первый англоязычный альбом венгерской поп-группы «Neoton Familia», записанный в 1978 году. Альбом включал в себя преимущественно диско-каверы западных хитов 60-х годов. Его целью было выгодно представить группу на рынке Западной Европы, помимо Венгрии он был выпущен в пяти европейских странах, в том числе Италии и Голландии, и был продан за рубежом в количестве около 25 тысяч экземпляров. По итогам года альбом был № 7 в венгерском Slágerlistá'78.

## Список композиций
1. Keep on running — 4:47

2. Proud Mary — 4:55

3. Hear me — 5:06

4. Over the rainbow — 2:39

5. Down town — 3:42

6. Don’t let me down — 4:04

7. Let’s go dancing — 3:47

8. California dreaming — 6:33

### Примечание
Альбом включал в себя шесть каверов и две оригинальные песни «Neoton Familia»:
- Композиция «Keep on running» — кавер хита британской рок-группы «The Spencer Davis Group» 1965 года
- Композиция «Proud Mary» — кавер песни американской рок-группы «Creedence Clearwater Revival» 1969 года
- Композиция «Hear me» — англоязычная версия песни «Hívlak», с которой «Neoton Familia» в 1977 году заняла 3-е место на венгерском музыкальном телефестивале «Metronom»
- Композиция «Over the rainbow» — кавер песни из американского кинофильма «Волшебник страны Оз» 1939 года
- Композиция «Down Town» — ремикс хита британской поп-исполнительницы Petula Clark 1964 года
- Композиция «Don’t let me down» — ремикс хита британской рок-группы «The Beatles» 1969 года
- Композиция «Let’s go dancing» — англоязычная версия песни «Ha szene szol», с которой группа в феврале 1977 года приняла участие в очередном радио-конкурсе «Tessék választani!»
- Композиция «California dreaming» — кавер песни американской рок-группы «The Mamas And The Papas» 1965 года

### Синглы с альбома
Сингл «Hear me»/«Let’s go dancing» в том же 1978 году был выпущен в Венгрии, Италии, Польше и Канаде.